# 新明乡
新明乡，是中华人民共和国安徽省黄山市黄山区下辖的一个乡镇级行政单位。

## 行政区划
新明乡下辖以下地区：
葛湖村、招桃村、新明村、三合村和樵山村。